# Août 2012

## Faits marquants
- 1er août : le premier ministre du Québec Jean Charest annonce des élections pour le 4 septembre 2012.
- 5 août : second tour des élections législatives en République du Congo.
- 10 août : un nouveau record de profondeur en cavité naturelle a été établi dans le gouffre Krubera-Voronja, en Abkhazie, par le plongeur spéléo ukrainien Gennady Samokhin[1].
- 11 et 14 août : séismes en Iran.
- 12 août : cérémonie de clôture des Jeux olympiques d'été à Londres.
- 25 août : mort de l'astronaute américain Neil Armstrong, premier homme à avoir posé le pied sur la Lune le 21 juillet 1969, durant la mission Apollo 11.
- 26 au 31 août : conférence des non-alignés de Téhéran en Iran.
- 31 août : élections législatives en Angola.